# Johann Adolf I, Duce de Saxa-Weissenfels
Johann Adolf I, Duce de Saxa-Weissenfels (n. 2 noiembrie 1649, Halle (Saale), Archbishopric of Magdeburg⁠(d) – d. 24 mai 1697, Weißenfels, Saxe-Weissenfels⁠(d)), a fost Duce de Saxa-Weissenfels-Querfurt și membru al Casei de Wettin. El a fost fiul cel mare al Ducelui Augustus de Saxa-Weissenfels și a primei lui soții, Anna Maria de Mecklenburg-Schwerin.

## Biografie
După decesul tatălui său, la 4 iunie 1680, și pierderea arhiepiscopiei de Magdeburg (care a fost secularizat de Brandenburg și inclus în ducatul de Magdeburg), Johann Adolf și-a dedicat eforturile pentru a finaliza neterminatul castel Neu-Augustusburg, care a fost început de tatăl său în 1660; construcția castelului a fost reluată la 18 august 1680. Sfințirea capelei castelului a avut loc la 1 noiembrie anul 1682, iar castelul a fost în cele din urmă finalizat în anul 1694. Un teatru mare a fost construit mai înainte de această dată și a susținut Opera germană fondată în 1685.
La moșia sa Johann Adolf a creat cea mai importantă grădină a vremii sale din centrul Germaniei. În 1690 au fost construite țevi pentru a furniza apă castelului din zona Selauer. Orașul Weissenfels a prosperat până la punctul în care a devenit nu numai un centru administrativ, dar, de asemenea, un centru economic.
Johann Adolf a fost patron al artelor urmând modelul tatălui și a altor mermbri ai familiei sale; capelmaiestru al curții a fost numit Johann Philipp Krieger. De asemenea, Johann Adolf a descoperit talentul muzical al fiului doctorului curții sale și l-a încurajat pe tânărul Georg Friedrich Händel să caute să facă o carieră în muzică.
Ca și tatăl său (care a fost președintele ei), Johann Adolf a fost acceptat în Societatea Fruitbearing.
După decesul Electorului Johann Georg al II-lea de Saxonia în 1680, voința tatălui său Johann Georg I a fost contestată de către noul elector Johann Georg al III-lea cu privire la apanajul fiilor săi mai mici; el a refuzat să recunoască principatele și liniile colaterale ale verilor săi. Acest lucru a adus unele dificultăți lui Johann Adolf, după ce a recunoscut ca o amenințare electoraul de Saxonia asupra propriilor sale teritorii. Conflictul a putut fi soluționat doar de Contractul de la Torgau (12 mai 1681), precum și alte două contracte semnate la Dresda în 1682 și 1688; cu aceste pacte, Johann Adolf și-a asigurat domnia peste Querfurt și locul său în Consiliul Superior-Saxon (Kreistag).
După moartea sa, cei trei fii n viață, Johann Georg, Christian și Johann Adolf al II-lea, și-au asumat succesiv domnia asupra ducatului de Saxa-Weissenfels.

### Căsătorii și copii
La Altenburg la 25 octombrie 1671, Johann Adolf s-a căsătorit cu Johanna Magdalena de Saxa-Altenburg. Ei au avut 11 copii:
1. Magdalene Sibylle (n. 3 septembrie 1673, Halle – d. 28 noiembrie 1726, Eisenach); s-a căsătorit la 28 iulie 1708 cu Johann Wilhelm, Duce de Saxa-Eisenach.
2. August Frederic (n. 15 septembrie 1674, Halle – d. 16 august 1675, Halle).
3. Johann Adolf (n. 7 iunie 1676, Halle – d. 18 iunie 1676, Halle).
4. Johann Georg, Duce de Saxa-Weissenfels (n. 13 iulie 1677, Halle – d. 16 martie 1712, Weissenfels).
5. un fiu (n./d. 24 iulie 1678, Halle).
6. Johanna Wilhelmine (n. 20 ianuarie 1680, Halle – d. 4 iulie 1730, Halle).
7. Frederic Wilhelm (n. 18 ianuarie 1681, Weissenfels – d. 20 noiembrie 1681, Weissenfels).
8. Christian, Duce de Saxa-Weissenfels (n. 23 februarie 1682, Weissenfels – d. 28 iunie 1736, Sangerhausen).
9. Anna Marie (n. 17 iunie 1683, Weissenfels – d. 16 martie 1731, Sorau); s-a căsătorit la 16 iunie 1705 cu contele Erdmann II de Promnitz.
10. Sofia (n. 2 august 1684, Weissenfels – d. 6 mai 1752, Rosswald, Silezia); s-a căsătorit prima dată la 16 octombrie 1699 cu Georg Wilhelm, Margraf de Brandenburg-Bayreuth, și a doua oară la 14 iulie 1734 cu Joseph Albert, Conte de Hoditz și Wolframitz.
11. Johann Adolf al II-lea, Duce de Saxa-Weissenfels (n. 4 septembrie 1685, Weissenfels – d. 16 mai 1746, Leipzig).

După decesul soției sale în 1686, Johann Adolf s-a recăsătorit la Querfurt, la 3 februarie 1692 cu  Christiane Wilhelmine de Bünau. Căsătoria a fost una morganatică. El și-a sfătuit fiii săi să-i arate respectul cuvenit, și, să împartă domeniile familiei cu copiii care ar rezulta din a doua căsătorie. După cinci ani de căsnicie, Christiane Wilhelmine a fost creată contesă imperială (Reichgräfin) în 1697, la cererea soțului ei. Ei nu au avut copii.